# Wyścig Szwecji WTCC
Wyścig Szwecji WTCC – runda World Touring Car Championship rozegrana w 2007 na torze Scandinavian Raceway w niewielkiej miejscowości Anderstorp w szwedzkim regionie Jönköping. Zorganizowano ją w zastępstwie Wyścigu Turcji. Rundę umieszczono także w kalendarzu na sezon 2008, jednak później odwołano ją na wniosek Szwedzkiego Narodowego Pełnomocnictwa Sportu, gdyż FIA nie doszła do komercyjnego porozumienia z organizatorami rundy. W związku z tym Wyścig Szwecji zastąpiono Wyścigiem Europy, który odbył się na torze Autodromo Enzo e Dino Ferrari we Włoszech.

## Zwycięzcy
| Sezon | Kierowca                 | Samochód          | Zespół    | Lokalizacja | Wyniki |
| ----- | ------------------------ | ----------------- | --------- | ----------- | ------ |
| 2007  | Wyścig 1: Robert Huff    | Chevrolet Lacetti | Chevrolet | Anderstorp  | Wyniki |
| 2007  | Wyścig 2: Rickard Rydell | Chevrolet Lacetti | Chevrolet | Anderstorp  | Wyniki |